# Stilton (Inghilterra)
Stilton è un paese di 3 110 abitanti della contea del Cambridgeshire, in Inghilterra.